# Municipio de Susquehanna (condado de Lycoming)
El municipio de Susquehanna  (en inglés: Susquehanna Township) es un municipio ubicado en el condado de Lycoming en el estado estadounidense de Pensilvania. En el año 2000 tenía una población de 993 habitantes y una densidad poblacional de 53.8 personas por km².

## Geografía
El municipio de Susquehanna se encuentra ubicado en las coordenadas 41°12′52″N 77°07′00″O / 41.21444, -77.11667.

## Demografía
Según la Oficina del Censo en 2000 los ingresos medios por hogar en la localidad eran de $36,806 y los ingresos medios por familia eran $43,229. Los hombres tenían unos ingresos medios de $31,250 frente a los $22,446 para las mujeres. La renta per cápita para la localidad era de $20,456. Alrededor del 6,4% de la población estaban por debajo del umbral de pobreza.